# Mathilde II van Essen

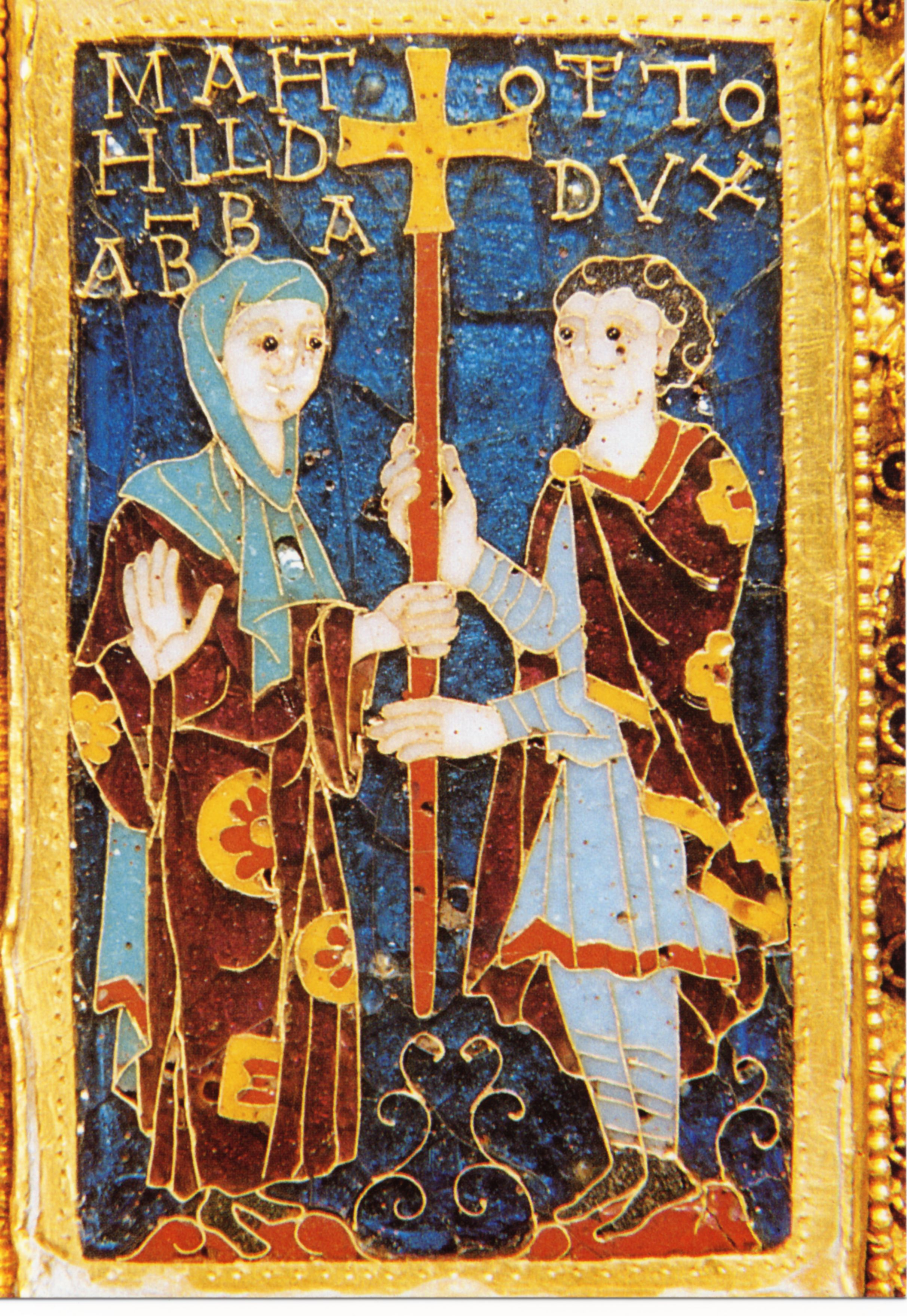
Mathilde met haar broer Otto op de ingewerkte stichtersafbeelding op het Otto-Mathilde-kruis

Mathilde II van Essen (ca. 949 - 5 november 1011) was van 971 tot haar dood dertig jaar later abdis van het sticht Essen. Zij was een kleindochter van keizer Otto I de Grote uit het geslacht van de Liudolfingen. Zij geldt als de beroemdste abdis uit de geschiedenis van het sticht Essen. De kunstwerken die zij aan de Essener domschat toevoegde zijn uniek in hun betekenis. In de overigens niet geheel betrouwbare lijst van Essener abdissen uit 1672 wordt zij als tweede abdis met die naam opgenomen. Mathilde I van Essen, over wie verder overigens niet veel bekend is, zou van 907 - 910 abdis zijn geweest.

## Familie en jeugd
Mathilde werd geboren in de eerste familie van het Rijk. Haar vader Liudolf was de oudste wettige zoon van keizer Otto I de Grote. Haar moeder Ida stamde uit de familie van de Konradijnen. Haar broer Otto werd in 973 hertog van Zwaben en daarnaast in 976 ook hertog van Beieren. Hij stierf in 982.
Mathildes geboortejaar is bekend uit Adalbert van Maagdenburgs voortzetting van de kroniek van Regino van Prüm. Mathilde is misschien al in 953 in het Sticht Essen ingetreden om daar een gedegen opleiding te volgen. Als alternatief jaar worden 957, het jaar dat haar vader overleed, of ook 966 aangenomen. De abdij van Essen was rond 845 gesticht door Altfrid, de bisschop van Hildesheim, en Gerswid, de eerste abdis waarvan de naam is overgeleverd. Sinds haar oprichting was het sticht verbonden met het steeds machtiger wordende geslacht van de Liudolfingen. In 947 had de abdis Hathwig na een brand, die alle oorkonden met betrekking tot eerste eeuw van het bestaan van het sticht had vernietigd, door keizer Otto I de oude rechten laten bevestigen en tegelijkertijd de immuniteit en exemptie verkregen, zodat het sticht vanaf dat jaar wereldlijk rijksonmiddellijk was en op geestelijk gebied alleen de paus verantwoording schuldig was. De overdracht aan een prinses van koninklijken bloede bracht het sticht meer aanzien en macht. Als een van Liudolfingische huisabdijen stond het sticht Essen op een lijn met de abdijen van Gandersheim en Quedlinburg.
Mogelijk was op dat moment al besloten dat Mathilde bij leven en welzijn later abdis wou worden, op zijn laatst viel deze beslissing in 966, toen Otto I aan de Sanctimonialen van het sticht van Essen het hof Ehrenzell schonk, waarschijnlijk een geschenk ter gelegenheid van Mathildes intrede in de gemeenschap. Mathilde ontving, vermoedelijk van abdis Hathwig, een uitgebreide, voor haar stand passende opleiding. Onder in Essen voorhanden boeken waren in Essen naast Evangeliariums ook werken van religieuze auteurs Prudentius, Boëthius alsook Alcuinus voorhanden. Ook beschikte men over seculiere werken van Terentius en andere klassieken. Deze seculiere werken dienden niet alleen als lectuur voor de zusters, maar aan de hand van deze weken leerden de scholieres ook Latijn. Mathilde was dus goed op haar ambt voorbereid. Op basis van de overgeleverde inscripties van het Marsus-schrijn wordt geconcludeerd dat ze in het Latijn kon dichten en ook een beetje Grieks beheerste.

## Mathilde als abdis
In 973 wordt Mathilde in een oorkonde voor het eerst genoemd als abdis van Essen genoemd. Uitgegeven op 23 juli 973 in Aken verklaart het:

Otto bevestigt op verzoek van de abdis Mathilde aan de door bisschop Altfried gestichte abdij van Essen en op advies van aartsbisschop Gero en zijn verwant Otto net zoals zijn voorgangers, de vrije keuze van de abdis, de door vroegere heersers en andere gelovigen gedane donaties, die met naam waren opgetekend en waarvan de eigendomstitels door brand in het klooster zijn verloren gegaan, en de immuniteit met het recht van een door de abdis gekozen voogd, de onder het klooster vallende mensen, wanneer dit nodig is voor het gerecht te dagen.

In deze oorkonde is Otto als koning Otto II, Gero als de eminente aartsbisschop van Keulen, aan wie ook het kruis van Gero zijn naam dankt, en de verwante Otto als Mathildes broer Otto I van Zwaben te lezen. Mathilde was in 973 ongeveer 24 jaar, eigenlijk nog te jong om tot abdis beroepen te worden.
Mathilde was niet een abdis, die afgezonderd in monastieke stilte leefde en werkte. Behalve de reis naar Aken in de zomer van 973 zijn meer reizen overgeleverd. In 982 naar Aschaffenburg, in 990 naar Heiligenstadt en in 997 naar Dortmund en Thorr. Aan te nemen is in 986 ook een reis naar Mainz om de begrafenis van haar moeder bij te wonen. Bovendien moeten ze een wijd verspreid netwerk van contacten hebben onderhouden. Kunsthistorische overeenkomsten suggereren contacten met Hildesheim, Trier en Keulen.
In Koblenz (heilige Florinus) en Lyon (heilige Marsus) verwierf zij zich relikwieën. Aan de abdij van Einsiedeln gaf zij land in eigendom uit het bezit van haar moeder. Daar werd zij als weldoenster opgetekend en met de titel ducissa (d.w.z. hertogin) geëerd. De Angelsaksische earl Æthelweard, met wie zij correspondeerde, stelde voor haar een kroniek samen, die in wezen een vertaling van de Angelsaksische kroniek in het Latijn is.
Alle overgeleverde activiteiten van Mathilde dienden er vooral toe om het doel van haar klooster te vervullen, namelijk te zorgen voor het zielenheil van haar overleden familieleden (memoria). Dit wordt in de kroniek van Æthelward bijzonder duidelijk, wanneer Æthelward speciale nadruk op genealogische relaties legt. Al in de inleiding wijst hij op zijn en Mathilda's gemeenschappelijke afstamming van koning Æthelwulf van Wessex. .

## Voetnoten
1. ↑  Bodarwé, Sanctimoniales literattae , blz. 54
2. ↑  Tobias Nüssel, Überlegungen zu den Essener Äbtissinnen zwischen Wicburg und Mathilde. In : Das Münster am Hellweg, 63, 2010, blz. 30
3. ↑  Over de collectie boeken in het bezit van het sticht Essen zie Bodarwé, Sanctimoniales litteratae, blz. 246-282
4. ↑  Oorkonde nr. 40 in: in: Theodor Sickel (uitgever): Diplomata 13: Die Urkunden Otto des II. und Otto des III. (Ottonis II. et Ottonis III. Diplomata). Hannover 1893, blz. 58–59 (Monumenta Germaniae Historica, zie hier)
5. ↑  Röckelein, Der Kult des heiligen Florinus in Essen, blz. 84.
6. ↑  Bodarwé, Sanctimoniales litteratae, blz. 279-280; van Houts, Woman and the writing of history in the early Middle Ages, the case of Abbess Mathilda of Essen and Aethelweard. In: Early Medieval Europe in 1992, blz. 56e.v.